# Czesław Marchaj
Czesław Marchaj (ur. 9 lipca 1918 w Słomnikach, zm. 21 lipca 2015 w Warszawie) – polski ekspert w dziedzinie aero- i hydrodynamiki oraz teorii żeglowania. Autor znanego podręcznika Teoria żeglowania. Członek brytyjskiego Królewskiego Stowarzyszenia Architektów Okrętowych.
Pionier badań aerodynamiki ożaglowania w tunelach aerodynamicznych i naukowego podejścia, wzorowanego na aerodynamice lotniczej, do własności aerodynamicznych statków żaglowych. Polski zawodnik w klasie Finn w latach 50. i 60. Konsultant budowy jachtów startujących w regatach Pucharu Ameryki.

## Okres przedwojenny i II wojna światowa
W młodości interesował się lotnictwem i szybownictwem. Do gimnazjum uczęszczał w Kielcach, lecz w 1933 roku przeprowadził się z rodziną do Warszawy i zdał maturę w Gimnazjum im. Tadeusza Reytana. Studiował w Państwowej Wyższej Szkole Budowy Maszyn i Elektrotechniki w Warszawie, po czym podjął pracę w Instytucie Aerodynamicznym Politechniki Warszawskiej.
W czasie wojny ukończył podchorążówkę ZWZ-AK, wykonywał w Warszawie zadania wywiadowcze dla AK (obserwacja „folksdojczów” itp.). Zetknął się ze środowiskiem ruchu Zadruga i został jej członkiem, przyjmując imię „Władybor”. Był też członkiem Stronnictwa Zrywu Narodowego i brał udział w kolportażu pisma „Zryw” – organu tej partii.

## Okres powojenny
Po II wojnie światowej Czesław Marchaj miał zablokowany dostęp do instytucji i organizacji związanych z lotnictwem, ze względu na podejrzenia władz o nieprzychylność dla ustroju PRL. Związał się wtedy z żeglarstwem, jako dziedziną najbliższą lotnictwu i aerodynamice. Pracował m.in. jako dziennikarz tygodnika „Wieś”. W 1949 roku został aresztowany za próbę ucieczki do Szwecji, tj. nielegalnego przekroczenia granicy, i przebywał w areszcie przez półtora roku, do czerwca 1951 roku. Orzeczoną dodatkowo karę grzywny obniżono w 1953 roku na mocy amnestii.
W 1953 roku, korzystając ze swej wiedzy w dziedzinie aerodynamiki, zmodyfikował (w ramach przepisów klasowych) jacht klasy Finn i wygrał na nim regaty-maraton na trasie Warszawa-Gdańsk, pokonując krajową czołówkę zawodników. Poproszony o wyjaśnienie niespodziewanego sukcesu, wygłosił w zimie 1953/54 serię wykładów dla członków warszawskich klubów żeglarskich, zebranych i opublikowanych następnie w 1957 w formie książki Teoria żeglowania. Książkę tę Czesław Marchaj w późniejszym okresie wielokrotnie przeredagowywał i rozbudował do serii opracowań z teorii budowy i użytkowania statków żaglowych, publikowanych regularnie w wielu językach.
Swoje dokonania potwierdził wygraną w 1956 roku międzynarodowych regat w klasie Finn w Sopocie. Był aktywnym zawodnikiem regatowym i działaczem Polskiego Związku Żeglarskiego, a od 1959 roku pełnił w Związku funkcję wiceprezesa ds. szkoleniowych. W latach 60. rozpoczął działalność na forum międzynarodowym. W roku 1960 wyjechał po raz pierwszy na Uniwersytet w Southampton, gdzie został zatrudniony i spędził 2,5 roku (od czerwca 1960 do stycznia 1963). Powrócił do Polski w 1963. W latach 1962–1969 był przedstawicielem Polskiego Związku Żeglarskiego w YIRU (obecnie: ISAF – International Sailing Federation). W 1969 został odwołany z tej funkcji, być może za krytyczne uwagi wobec polityki władz PRL. W 1965 roku rozpoczął współpracę z magazynem „Żagle”. Od roku 1967 ponownie przebywał w Southampton i miał tam pozostać do roku 1970.

## Działalność poza granicami Polski

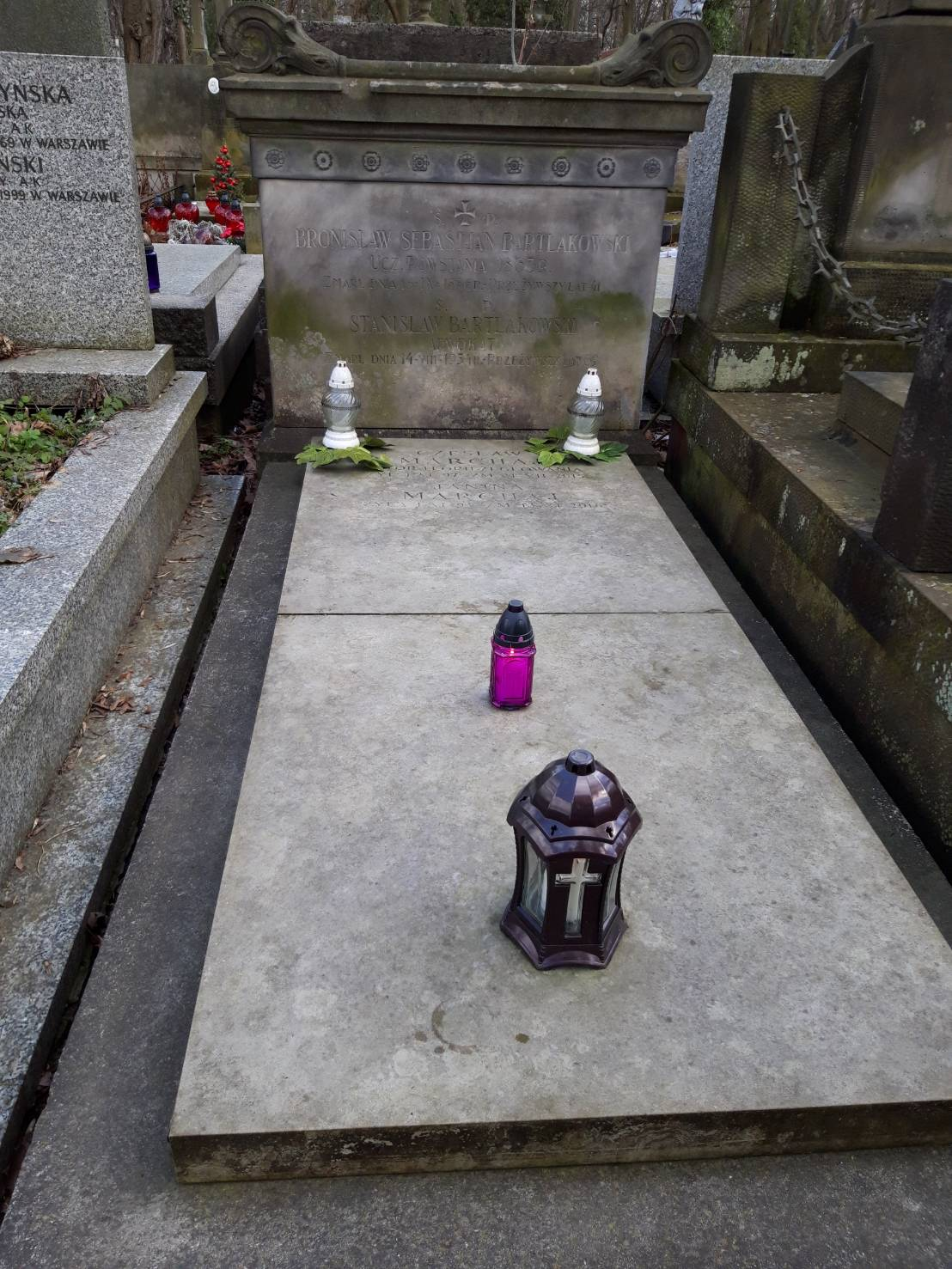
Grób Czesława Marchaja na cmentarzu Powązkowskim (kw. 54, rz. 6)

W roku 1970 otrzymał w Anglii azyl polityczny. W 1976 roku ukończył studia na Uniwersytecie w Southampton, otrzymując tytuł magistra filozofii na podstawie rozprawy Unsteady motion of sailing craft (rolling). Rozpoczął też intensywną działalność naukową. Publikował szereg prac z teorii budowy i użytkowania statków żaglowych, był konsultantem przy budowie morskich jachtów regatowych (jacht „Lionheart”, Puchar Ameryki 1980) oraz przy dochodzeniach w sprawie morskich katastrof żaglowców (tragedia regat Fastnet Race 1979).
W swoich książkach analizował wiele zjawisk wcześniej znanych z żeglarskiego doświadczenia, ale nieopisanych matematycznie, jak np. zjawisko dynamicznej niestabilności niektórych jachtów przy pełnych wiatrach. Prezentował także doświadczalne i teoretyczne (badania w tunelu i modelowanie matematyczne) weryfikacje (lub obalenia) faktów i mitów żeglarskich, jak np. mit o roli foka w powstawaniu efektu dyszy.
28 lipca 2015 roku został pochowany na cmentarzu Powązkowskim w Warszawie.

## Odznaczenia i wyróżnienia
- Krzyż Kawalerski Orderu Odrodzenia Polski[16]
- Medal Wojska (trzykrotnie)[13]
- Krzyż Armii Krajowej[13]
- „Small Craft Group Medal” przyznawany przez Royal Institution of Naval Architects (1998)[17]
- Srebrny medal Międzynarodowej Federacji Żeglarskiej (2009)[18][19]
- Członkostwo honorowe Polskiego Związku Żeglarskiego[16]

## Upamiętnienie
19 lipca 2019 roku w Alei Żeglarstwa Polskiego w Gdyni na południowym falochronie przystani jachtowej Marina Gdynia odsłonięto tablicę pamiątkową poświęconą Czesławowi Marchajowi.

## Publikacje książkowe
- Marchaj, Czesław A., Teoria żeglowania, Warszawa, Wydawnictwo Ministerstwa Obrony Narodowej na zlec. Ligi Przyjaciół Żołnierza, 1957
- Мархаи Ч., Теория плавания под парусом, Пер. с польского. М., Физкультура и спорт, 1963, 381 с.
- Marchaj, Czesław A., Teoria żeglowania, Sport i Turystyka, Warszawa, 1966
- Мархай Ч., Теория плавания под парусами, 1970, 405 c.
- Marchaj, Czesław A., Teoria żeglowania, Sport i Turystyka, Warszawa, 1970
- C. A. Marchaj, Sailing Theory and Practice, Adlard Coles Ltd, 1964, Library of Congress Catalogue Card Number 64-13694
- Czeslaw A. Marchaj, Die Aerodynamik der Segel. Theorie und Praxis, Delius, Klasing, 1997, ISBN 3-7688-1017-8
- C. A. Marchaj, Aerodynamik und Hydrodynamik des Segelns, Delius, Klasing, 1982, ISBN 3-7688-0390-2
- C. A. Marchaj, Aero-hydrodynamics of sailing, Adlard Coles Nautical, 2000, 3rd ed, ISBN 0-229-98652-8
- C. A. Marchaj, Sail performance: techniques to maximize sail power, ISBN 0-07-141310-3
- C. A. Marchaj, Seaworthiness: the forgotten factor, ISBN 0-87742-227-3
- Cz. Marchaj, Dzielność morska: zapomniany czynnik, Alma-Press, Warszawa, 2002, ISBN 83-7020-291-8
- Cz. Marchaj, Teoria żeglowania Aerodynamika żagla, wyd. IV, Alma-Press, Warszawa, 2016, ISBN 978-83-7020-269-9[c]
- Czesław Marchaj, Teoria żeglowania. Hydrodynamika kadłuba, wyd. I, Alma-Press, Warszawa, 2013, ISBN 978-83-7020-529-4
- Jacek Zyśk, Życiorys wiatrem pisany: wywiad rzeka z Czesławem Marchajem, wyd. I, Alma-Press, Warszawa, 2013, ISBN 978-83-7020-527-0